# Station Foix
Station Foix is een spoorwegstation in de Franse gemeente Foix. Het wordt bediend door treinen van de TER Occitanie.